# Катаока, Тэппэй
Катаока Тэппэй (яп. 片岡鉄兵, 2 февраля 1894 — 25 декабря 1944) — японский писатель.
Родился в Кагамино, префектура Окаяма, округ Томата. Окончил неполную среднюю школу в Токио, затем поступил изучать французскую литературу в университет Кэйо, но прервал обучение до получения диплома и начал работать журналистом; сотрудничал с разными газетами: сначала в «Санё Симбун», затем в осакском отделении «Асахи Симбун» и в «Осакском курьере»; писал статьи и начал заниматься литературой. В печати дебютировал в 1921 году рассказом «Язык» (яп. 舌 сита). В 1924 году присоединился к «Литературной эпохе» и сотрудничал с Ясунари Кавабатой; входил в группу неосенсуалистов «Синканкаку-ха», был одним из её теоретиков. В этот период было издано множество его рассказов, в том числе «Девушка на цепи» и «Горький рассказ», а также детективный роман «Стул с кривыми ножками». В 1927 году некоторое время сотрудничал в литературном журнале «Тэтё», переводил для него произведения Гектора Мало, но в 1928 году, опубликовав статью «Нищета искусства» («Гэйдзюцу-но хинкон»), вступил в конфликт с редакцией журнала, покинул его и стал членом движения «Пролетарская литература». В этот период жизни написал рассказы «Живая кукла» («Икэ-ру нингё», 1928), «Летопись событий в деревне Аясато» (яп. 綾里村快挙録 аясато мура кайкёроку, 1929) и другие. В 1932 году был арестован в тюрьму за пропаганду коммунистических взглядов, но в 1933 году был досрочно освобождён, согласившись публично отречься от своих прежних убеждений. После этого писал всевозможные бульварные романы, в том числе эротические. Одним из наиболее известных его произведений позднего периода жизни является роман «Школа невест» (яп. 花嫁学校 ханаёмэ гакко:, 1935). Скончался в 50-летнем возрасте вследствие цирроза печени.